# Municipalità Regionale di Halton
La Municipalità Regionale di Halton è una suddivisione dell'Ontario in Canada, nella regione della Golden Horseshoe. Al 2006 contava una popolazione di 439.526 abitanti. Il suo capoluogo è Oakville.

## Geografia fisica
La regione municipale di Halton si trova a sud dell'Ontario, nell'area metropolitana di Toronto.